# 卢万河畔巴尼欧
卢万河畔巴尼欧（法語：Bagneaux-sur-Loing，法語發音：[baɲo syʁ lwɛ̃] ⓘ）是法国塞纳-马恩省的一个市镇，属于枫丹白露区。

## 地理
卢万河畔巴尼欧（48°13'53"N, 2°42'18"E）面积5.26 平方千米，位于法国法蘭西島大區塞纳-马恩省，该省份为法国北部内陆省份，北起瓦兹省，西接埃松省、马恩河谷省、塞纳-圣但尼省和瓦兹河谷省，南至卢瓦雷省，东南接约讷省，东临马恩省和奥布省，东北接埃纳省。
与卢万河畔巴尼欧接壤的市镇（或旧市镇、城区）包括：讷穆尔、波利尼、圣皮埃尔莱讷穆尔、卢万河畔苏普、布格利尼、法伊莱讷穆尔、卢万河畔拉马德莱娜。
卢万河畔巴尼欧的时区为UTC+01:00、UTC+02:00（夏令时）。

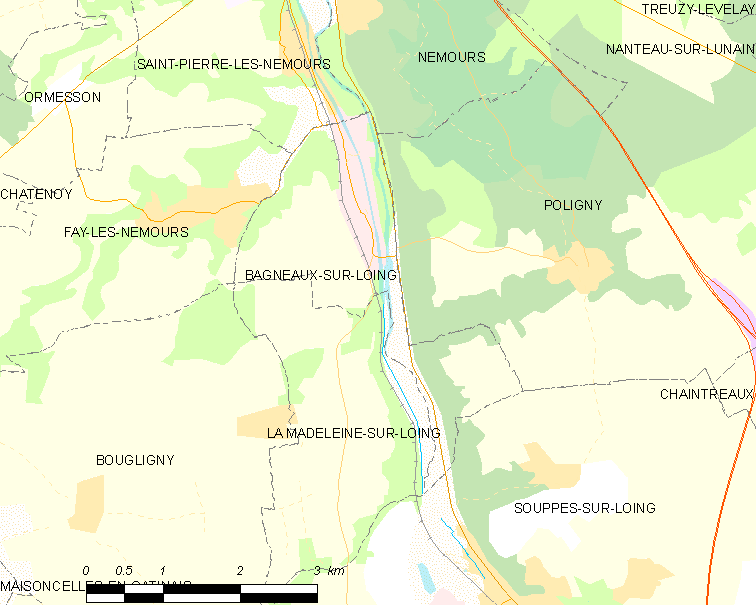
卢万河畔巴尼欧的OSM定位图

## 行政
卢万河畔巴尼欧的邮政编码为77167，INSEE市镇编码为77016。

## 政治
卢万河畔巴尼欧所属的省级选区为讷穆尔县。

## 人口

1962-2008年间卢万河畔巴尼欧人口变化图示

卢万河畔巴尼欧于2022年1月1日时的人口数量为1582人。